# Pistol Annies
Pistol Annies es un grupo de música country integrado por Miranda Lambert, Ashley Monroe, y Angaleena Presley. El grupo hizo su debut el 4 de abril de 2011, en el especial de la cadena CBS Girls 'Night Out: Superstar Women of Country de la Academy of Country Music. Publicaron su álbum debut, Hell on Heels, en 2011 con Columbia Records Nashville. El tema que da título al álbum fue lanzado como sencillo y se filmó un video musical.

## Historia
Pistol Annies hicieron su debut el 4 de abril de 2011, con una actuación en la gala Girls' Night Out: Superstar Women of Country de la Academy of Country Music emitida por la cadena CBS, en la que presentaron «Hell on Heels». Las tres integrantes de la banda se dieron el apodo de «Lonestar Annie» (Lambert), «Hippie Annie» (Monroe), y «Holler Annie» (Presley). Lanzaron su primer álbum, Hell on Heels, el 23 de agosto de 2011. El tema que dio título a al disco fue publicado dos meses antes en la página web del grupo. Tras una serie de actuaciones durante los conciertos de Lambert, Pistol Annies realizaron tres conciertos como cabezas de cartel con entradas agotadas en diciembre de 2011 y con las actuaciones de artistas invitados como John Fogerty y Blake Shelton.
El trío también colaboró en la canción «Come All Ye Fair and Tender Ladies» para el álbum de 2012 Voice of Ages de The Chieftains. La canción de Pistol Annies «Run Daddy Run» fue incluida en el álbum de la banda sonora de The Hunger Games: Songs from District 12 and Beyond. La banda interpretó el tema autobiográfico «Takin' Pills» durante la ceremonia de entrega de los CMT Music Awards de 2012.
Annie Up, segundo álbum de estudio del trío, fue publicado el 7 de mayo de 2013, precedido por el sencillo «Hush Hush», que se convirtió en el primer tema de la banda en entrar a la lista Billboard Hot Country Songs de Estados Unidos. El grupo también colaboró en el sencillo de Blake Shelton, «Boys 'Round Here», de su álbum de 2013, Based on a True Story...
En 2013, la banda canceló una gira «debido a circunstancias imprevistas», según anunció su sello discográfico, aunque sus miembros siguieron con sus carreras en solitario. Lambert realizó un concierto en el mes de junio y Monroe participó en la gira Mermaids of Alcatraz Tour con Train. En agosto de 2014, Angaleena Presley confirmó que la banda se había tomado una pausa debido al éxito de las carreras en solitaro de Monroe y Lambert.
Pistol Annies grabaron una versión de la canción "Tulsa Time" para el álbum tributo a Don Williams titulado Gentle Giants: The Songs of Don Williams, que se publicó en mayo de 2017. En una entrevista para Billboard, Lambert que la banda estaba preparando la grabación de un nuevo álbum para 2018. El 26 de septiembre de 2018, Pistol Annies lanzaron tres pistas de su tercer álbum, Interstate Gospel, lanzado el 2 de noviembre. Interpretaron una cuarta pista, "Sugar Daddy", en la transmisión de Artistas del Año de CMT. Pistol Annies aparecieron en Nashville CMA Fest 2019. En septiembre de 2019, se presentaron como parte de la gira Roadside Bars and Pink Guitars de Miranda Lambert, que se extendió hasta el 23 de noviembre.

## Discografía

### Álbumes de estudio
- Hell on Heels (2011)
- Annie Up (2013)
- Interstate Gospel (2018)
- Hell of a Holiday (2021)